# Mychów
Mychów is een plaats in het Poolse district  Ostrowiecki, woiwodschap Święty Krzyż. De plaats maakt deel uit van de gemeente Bodzechów en telt 300 inwoners.